# Batalla de Castromoros
La batalla de Castromoros es uno de los hitos de la historia medieval española, sin embargo se tienen pocos datos sobre ella más que las crónicas cristianas de la época donde se dice que los leoneses causaron unas bajas desmesuradas al ejército musulmán ("el número de sus cadáveres excedía del cómputo de los astros, pues desde la orilla del río Duero hasta el castillo de Atienza y Paracuellos, todo el territorio se hallaba cubierto de cadáveres").